# Квієт
Тит Фульвій Юній Квієт (лат. Titus Fulvius Iunius Quietus; помер у 261 р.) — римський узурпатор, який проголосив себе імператором у 261 році разом зі своїм батьком, Макріаном Старшим, та братом, Макріаном Молодшим. Претендент на престол за правління імператора Галлієна. Після придушення повстання був повішений у місті Емеса (сучасний Хомс, Сирія).

## Життєпис
Походив з роду військовиків Фульвіїв Макріанів. Син військовика Фульвія Макріана Старшого. У 260 році, після потрапляння у полон до персів імператора Валеріана, Квієт разом зі своїм братом Макріаном Молодшим були проголошені консулами, а потім імператорами східних провінцій. Квієт залишався в східних провінціях, коли його батько і брат здійснювали похід на Рим, прагнучи затвердити свої претензії на імперський трон.
У битві із загонами узурпатора Авреола батько та брат Квієта були вбиті, а Квієт, що знаходився у місті Емеса, був змушений протистояти Оденату, очільнику Пальміри, у 261 році до н. е. Зрештою Квієт зазнав поразки, потрапив у полон та був страчений.